# Trebungan (Mlandingan)
Trebungan is een bestuurslaag in het regentschap Situbondo van de provincie Oost-Java, Indonesië. Trebungan telt 3463 inwoners (volkstelling 2010).